# Български доброволчески чети в Руско-турската война (1877 – 1878)
Българските доброволчески чети са въоръжени отряди, сформирани от руското командване и български революционери за борба с османските войски по време на Руско-турската война (1877-1878).
Четите изпълняват важна роля в бойните действия северно и южно от Стара планина, като събират разузнавателна информация, подсигуряват фланговете и тила на настъпващите руски войски, атакуват османските снабдителни линии, поддържат реда в освободените територии и защитават мирното българско население от башибозука. Имат голям принос за зимното преминаване на Троянския и Западния отряд и други успехи на руската армия.
Доброволческите чети са организирани през лятото и есента на 1877 година под контрола на Действащата руска армия на Балканския полуостров. Полковник Георгий Бобриков разработва „Проект за организиране на Български доброволчески чети“. Дейно участие в неговата реализация взимат полковникът Николай Артамонов, бившият руски консул в Битоля Михаил Хитрово, Панайот Хитов, Ильо войвода, Симо Соколов и други дейци на националноосвободителната борба. Числеността на различните чети се колебае от няколко десетки до няколкостотин души. Организационната им структура е от чети до дружини. Четниците са въоръжени най-често с трофейно оръжие.
Първите български чети възникват през лятото на 1877 година в полосата на Предния отряд с командир генерал-лейтенант Гурко между Търново и Елена. Всяка от тях наброява между 40 и 120 души. Сред войводите са Панайот Хитов, Йордан Ненчов, Дойчо Коев, Христо Коев, Филип Тотьо и Жельо Чернев. В Габровско и Дряновско действат два големи чети на Христо Манафов от 300 четници и на Пенчо Манафов от 250 четници, която потушава турски размирици между Търново и Габрово. Стотици българи се включват в народните милиции, сформирани в освободените селища. Други подпомагат руските войски след преминаването им през Балкана. Твърдишката чета на Симеон Стойков участва в боя при село Оризари и в други сражения.
В началото на бойните действия в Ловешко българи образуват четите на Христо Иванов–Големия, Ильо Марков, Димитър Трифонов, Георги Пулевски, Цеко Петков, Георги Суранджиев, Григор Огненов и Иванчо Робито. Всяка е в състав от по 60 до 400 души. През есента и зимата на 1877 г. съдействат на руските части при преминаването на Арабаконашкия и Троянския проход.
В края на 1877 и началото на 1878 г. четниците, предвождани от Ильо войвода, освобождават Кюстендил и Пиянечкия край.
По същото време в района на Трън действа отрядът на Симо Соколов и още няколко български чети. В Малешевско е четата на Димитър Попгеоргиев, а в Мелнишко, Неврокопско и Сярско – на Тодор Паласкаря и Стоян Карастоилов.
Четата на Петко войвода действа в района на Дедеагач и Източните Родопи. В началото на 1878 година тя унищожава остатъците от разгромената при Пловдив армия с командир Сюлейман паша.